# Raggruppamento sahariano "Maletti"
Il Raggruppamento sahariano "Maletti", dal nome del comandante il generale Pietro Maletti (per distinguerlo dal successivo Raggruppamento sahariano "Mannerini"), fu una grande unità del Regio Esercito operante in Libia italiana durante la seconda guerra mondiale.

## Storia
Il Raggruppamento "Maletti" fu un'unità del Regio Corpo Truppe Coloniali della Libia creata, attivata il 9 giugno 1940, all'inizio della seconda guerra mondiale in Africa settentrionale. Composto, come la 1ª e la 2ª Divisione libica. sia da personale nazionale che da truppe libiche, il raggruppamento, a volte non ufficialmente indicato come 3º Divisione libica, fu posto sin dalla formazione al comando del generale Pietro Maletti, giunto dalla Sicilia proprio il 9 giugno, ed assegnato alle dirette dipendenze della 10ª Armata in Cirenaica.
Il 13 settembre il raggruppamento penetrava in territorio egiziano insieme alle altre unità della 10ª Armata; il 15 settembre le truppe libiche raggiunsero Bug-Bug, il raggruppamento e le altre truppe motorizzate (1ª Divisione CC.NN. "23 marzo" e 1º Raggruppamento carristi) ricevettero l'ordine di avanzare con la massima celerità verso Sidi el Barrani, a 100 chilometri dal confine libico, dove entrarono il 16 settembre. Qui il generale Rodolfo Graziani, a corto di carburante e rifornimenti, arrestò l'avanzata e fortificò le posizioni. Il raggruppamento si attestò sulle colline di Nibeiwa, 20 chilometri a sud di Sidi el Barrani, in posizione protetta da campi minati, terrapieni e fossati.
In tali posizioni il raggruppamento fu sorpreso dalla controffensiva inglese, denominata Operazione Compass. Il 9 dicembre i reparti della 4ª Divisione fanteria indiana ed i carri Mk II Matilda della 7ª Divisione corazzata inglese, distruggendo immediatamente 15 carri italiani e penetrando nel campo trincerato dal lato ovest, libero dalle mine per consentire i rifornimenti. Nello scontro, che portò alla distruzione dell'unità ed alla cattura di 4.000 prigionieri (soprattutto libici), cadde combattendo lo stesso generale Maletti. I superstiti del raggruppamento andarono a formare il XXXIV Battaglione libico.
Sulla battaglia di Nibeiwa ci sono delle descrizioni contrastanti fatte nel libro "Iron Hearts, Iron Hull" di Walker Ian W.. Da questo libro si deduce che non ci fu alcuno scontro tra mezzi corazzati italiani e britannici, invece i carristi italiani furono annientati all'arma bianca dalla divisione indiana durante la notte tra l'8 e il 9 dicembre 1940 e non riuscirono neppure a raggiungere i loro carri. Quando arrivarono i carri Mk II Matilda nel campo di Nibeiwa tutti gli italiani erano già stati uccisi alla baionetta. Gli inglesi si divertirono a tirare sui carri vuoti e ne colpirono 15 poi gli altri furono catturati.

## Organizzazione
Si trattava una grande unità interamente motorizzata con più di 450 automezzi, concepita per la manovra a lungo raggio nel Sahara libico (Territorio Militare del Sud) ed egiziano. La punta di lancia del Raggruppamento "Maletti" era la componente corazzata, costituita da una compagnia di carri M11/39 del 32º Reggimento fanteria carrista e una di carri L3/35 del LX Battaglione carri, distaccati dalla Brigata corazzata speciale "Babini". La fanteria era costituita da quattro battaglioni di àscari libici, interamente trasportati su autocarri quali i Fiat-SPA AS37 e i Fiat 634, e dall'efficiente I Battaglione Sahariano. Questo reparto, costituito da Italo Balbo il 1º luglio 1937 ed assegnato al Comando truppe Sahara Libico di Cufra della Guardia alla frontiera, all'inizio delle ostilità fu trasferito al raggruppamento; aveva in organico quattro compagnie auto-avio sahariane, speciali unità veloci specializzate in ruoli esploranti, di ricognizione e controricognizione, operanti a bordo di camionette desertiche Fiat-SPA AS37 specificamente adattate al contesto desertico e munite di mitragliatrici pesanti, cannoncini leggeri da 47 mm e 65 mm e cannoncini antiaerei Breda 20/65 Mod. 1935. La componente d'artiglieria comprendeva due gruppi artiglieria motorizzati e due batterie contraeree, mentre per le armi di accompagnamento erano assegnati un battaglione di mortai da 81 e due compagnie di cannoni controcarro da 47/32 Mod. 1935.

## Ordine di battaglia: 1940
- I Battaglione libico
- V Battaglione libico
- XVII Battaglione libico
- XIX Battaglione libico
- I Battaglione Sahariano
  - Compagnia auto-avio sahariana "Hon"
  - Compagnia auto-avio sahariana "Gialo"
  - Compagnia auto-avio sahariana "Murzuch"
  - Compagnia auto-avio sahariana "Cufra"
- un "Battaglione misto carri armati" su:
  - una compagnia/II Battaglione carri M11/39 / 32º Reggimento fanteria carrista / 132ª Divisione corazzata "Ariete"
  - una compagnia/LX Battaglione carri L3/35
- due gruppi artiglieria motorizzati
- due batterie artiglieria contraerea da 20/65
- una compagnia mortai da 81
- due compagnie cannoni controcarro da 47/32
- una compagnia genio idrici
- una compagnia genio telegrafisti e radiotelegrafisti